# Distrito federal

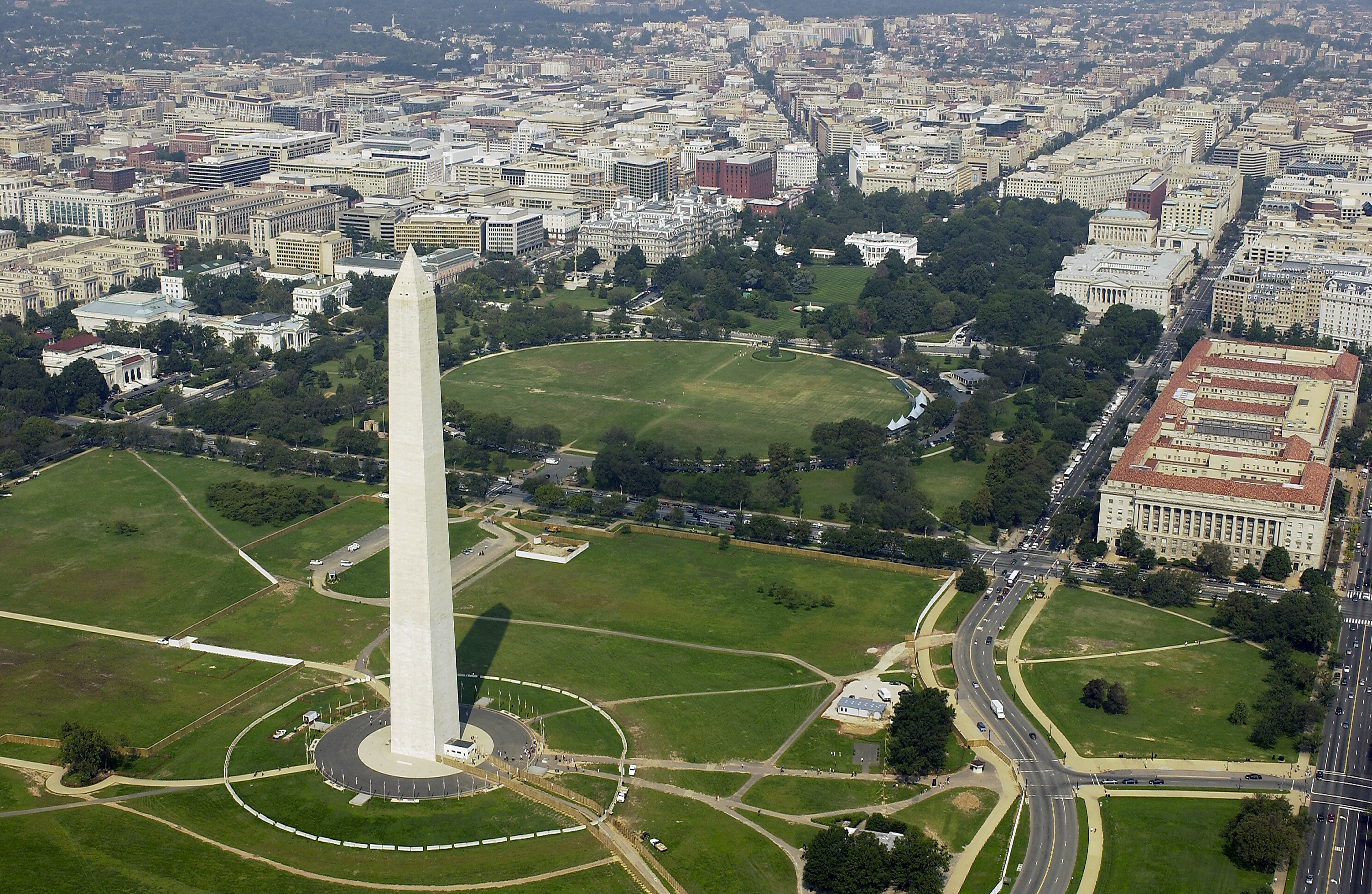
Distrito federal de Washington D. C. capital de Estados Unidos.

En algunas repúblicas federales se conoce como distrito federal al territorio que contiene la capital de la federación y no pertenece a ningún estado federado en particular. Distrito es un término proveniente del latín districtus, que tiene su origen en el vocablo distringere, que significa «separar». Este concepto se usa para nombrar las delimitaciones que subdividen un territorio con la finalidad de organizar la administración y función pública, así como los derechos políticos y civiles, aunque la definición de distrito es distinta en cada país.
Un distrito federal es un territorio que está bajo soberanía de un Estado federal sin ser parte de ningún estado o provincia integrante de la federación. En los distritos federales tiene jurisdicción directa y exclusiva el Estado central y están bajo la administración de este, aunque esto no impide que el gobierno federal pueda delegar algunas de sus atribuciones en un gobierno local.
Es común que en las federaciones se creen distritos federales con el objetivo de evitar la influencia de los intereses particulares de cualquier estado o provincia miembro, siendo este territorio sede de las autoridades del gobierno federal. En este caso, se le llama generalmente «Distrito Federal» para distinguirla de otro tipo de capitales (estatales, municipales, provinciales).

## Etimología
La idea del distrito federal nace en Estados Unidos, ya que en 1778 se produjo un alzamiento militar en la Ciudad de Filadelfia en rechazo de las autoridades nacionales que allí residían. En esa oportunidad, las autoridades locales fueron remisas a acudir en auxilio de las autoridades federales, y de esta experiencia devino la convicción de que las autoridades federales debían ejercer jurisdicción exclusiva en la ciudad en que residieran.

## Ejemplos de distritos federales
A continuación, algunos ejemplos de distintos distritos federales en distintas regiones del mundo:
- Washington, capital federal de los Estados Unidos, está ubicada en el Distrito de Columbia, siendo la sede de los poderes federales. Fue creado como tal el 1 de julio de 1790, siendo uno de los primeros distritos federales en ser cabecera de una Federación.[3]
- Canberra está ubicada en el Territorio de la Capital Australiana, el cual funciona como una entidad distinta comparada con los demás estados de la federación australiana. Está ubicada en la parte norte del territorio, 300 kilómetros al sudoeste de Sídney y 650 kilómetros al noreste de Melbourne.[4][5] La situación de Canberra fue seleccionada para la posición de la capital nacional en 1908 como un compromiso entre Sídney y Melbourne, las dos grandes ciudades. Es diferente a las demás ciudades australianas, ya que fue construida desde cero, como una ciudad planificada.
- En la Federación Rusa, hay ocho distritos federales que son, en cambio, un nivel administrativo adicional entre el nivel nacional y otras subdivisiones menores. La capital, Moscú, es junto a San Petersburgo una ciudad federal.
- En la India, la capital Delhi se encuentra en un territorio especial (Territorio Capital Nacional), separada de los demás estados de la unión, dándole un estatus diferente.
- En la Federación Malaya, comprende el territorio de Kuala Lumpur, Putrajaya y Labuan, el cual es administrado directamente por el gobierno nacional.
- Brasil tuvo entre 1889 y 1960 la ciudad de Río de Janeiro en el antiguo Distrito Federal, hasta que Brasilia fue inaugurado en 1960 en el nuevo Distrito Federal.[6]

## Antiguos distritos federales
- Capital Federal. Fue creada en 1880 mediante la federalización de la ciudad de Buenos Aires como capital de la república y asiento de las autoridades federales. El intendente de la ciudad era designado mediante un decreto del Presidente de la Nación. Con la reforma constitucional de 1994, se estableció la autonomía de la ciudad de Buenos Aires permitiéndole establecer una constitución propia y elegir directamente al Jefe de Gobierno y una legislatura propia al igual que se estableció un poder judicial propio. Desde entonces Buenos Aires es una ciudad totalmente autónoma del gobierno federal que reside en ella.[7]
- Distrito Federal. Fue creado el 18 de noviembre de 1824, con la intención de que fuera una entidad distinta a los demás estados, para albergar los poderes Ejecutivo, Legislativo y Judicial, con lo que se evitó la influencia excesiva de un estado sobre los demás de la federación. La Constitución mexicana contempla la posibilidad de que los poderes de la Unión puedan trasladarse a otra parte del territorio, en cuyo caso se designaría un nuevo distrito federal y la Ciudad de México se erigiría en el estado del Valle de México. La Constitución Federal de 1824 delegó al Congreso de la Unión la facultad para elegir el lugar en que deberían asentarse los supremos poderes de la federación. Después de muchas discusiones el Congreso de la Unión mediante decreto del 18 de noviembre de 1824 se crea el Distrito Federal. Teniendo a la Plaza de la Constitución como el centro y de ahí un radio de 8.830 kilómetros. El 20 de noviembre se publicó el decreto por instrucciones del presidente Guadalupe Victoria. El día 20 de enero del 2016, el presidente de la Comisión Permanente del Congreso de la Unión, Jesús Zambrano Grijalva, realizó la declaratoria de constitucionalidad de la reforma política del Distrito Federal de México y la remitió al Ejecutivo federal para su publicación en el Diario Oficial de la Federación (DOF) el día viernes 29 de enero de 2016. Dicha reforma contempla cambios sustanciales en la capital del país, entre los que destacan que el Distrito Federal desaparece, y se convierte en la Ciudad de México.[8][9]
- El Distrito Federal es el nombre por el que es conocido la antigua entidad federal de Venezuela que funcionó desde 1881 hasta 1999, y que dejó de existir con la aprobación de la nueva constitución ese mismo año. Abarcaba antes de su desaparición la totalidad del actual Distrito Capital que equivale al Municipio Libertador de Caracas, así como lo que hoy en día es el estado Vargas hasta 1998. Su gobierno estuvo hasta ese año vinculado al Ejecutivo Nacional directamente bajo la figura de un Gobernador designado.
- Ciudad de Guatemala. La Ciudad de Guatemala se convirtió en 1823 en sede de los poderes de la desaparecida República Federal de Centro América, convirtiéndose aquella en Distrito Federal de esta. Dejó de ser Distrito Federal de la Federación centroamericana cuando el general Francisco Morazán decidió trasladar oficialmente la capital de esta otrora unión a San Salvador en 1834.
- San Salvador. Esta ciudad se convirtió oficialmente en Distrito Federal de la antigua República Federal de Centro América en 1834 por orden del General Francisco Morazán, presidente de ese desaparecido país. El Salvador y más específicamente su capital, San Salvador, representaba su más fiel aliado militar y político en su sueño como unionista centroamericano, debiendo claramente a esto que designara a San Salvador como Distrito Federal de la unión centroamericana. El Estado salvadoreño trasladó entonces la sede de sus poderes a la ciudad de San Vicente. Hacia 1840 ya solo El Salvador seguía perteneciendo oficialmente a la Federación centroamericana, por lo que en 1841 una asamblea constituyente recupera oficialmente el territorio cedido para el Distrito Federal de Centroamérica designando a San Salvador nuevamente como su sede política de Estado soberano e independiente.
- Distrito Federal de Bogotá. Fue un ente jurídico territorial colombiano creado el 23 de julio de 1861, a fin de que la ciudad fuera residencia del gobierno federal de los entonces Estados Unidos de Colombia. Fue suprimido el 11 de mayo de 1864 y su territorio reincorporado al Estado Soberano de Cundinamarca.

## Casos de ausencia de distrito federal definido
- En Canadá, país federal, no existe un distrito federal definido o algún rango que separe a su capital, Ottawa, de las demás entidades federales canadienses. Dicha ciudad se ubica en la provincia de Ontario y forma una aglomeración con la ciudad de Gatineau, Quebec. El lugar de emplazamiento de Ottawa fue elegido por la Reina Victoria del Reino Unido, ya que se encuentra en un lugar estratégico, en donde se unen la parte anglófona y francófona del país, para simbolizar una unión entre ambos.
- En Suiza, país federal, tampoco existe un distrito federal definido o algún rango que separe a su capital, Berna, de las demás entidades federales helvéticas. Dicha ciudad se ubica en el cantón de Berna, del que también es su capital. El lugar de emplazamiento de Berna fue elegido por encontrarse en un lugar estratégico, si bien en la parte germanófona, muy cerca de la parte francófona del país, y estratégicamente conectada con esta última y con la italófona.
- En Bosnia Herzegovina, su capital nacional Sarajevo se halla dentro de la Federación de Bosnia y Herzegovina, uno de los dos entes que conforman la federación, siendo además la capital de esa entidad. También es la capital de iure de la República Srpska, aunque el gobierno de ésta reside en Bania Luka.

## Países donde la capital es un estado o provincia
En estos casos, la capital es igual a un estado o provincia, con un gobierno distinto y autónomo no dependiente del federal.
- Alemania: Berlín (Stadt-Staat, ciudad estado)
- Argentina: Ciudad Autónoma de Buenos Aires (desde 1996)
- Austria: Viena
- Bélgica: Bruselas (Región de Bruselas Capital)
- Etiopía: Adís Abeba (astedader akabibi, ciudad constitucional)
- México: Ciudad de México (capital del país, pero con autonomía —gobierno y poder legislativo— propia)